# Johann Schlebusch
Johann Schlebusch (* 12. Oktober 1607 in Hamburg; † 25. Juli 1659 ebenda) war ein deutscher Jurist und Bürgermeister von Hamburg.

## Leben
Johann Schlebusch war Sohn des Weinhändlers Jacob Schlebusch (1565–1624) in Hamburg. Er besuchte die Gelehrtenschule des Johanneums bis 1625. Seine Abschiedsrede von dieser Schule Pro iustitiae eminentia erschien im Druck. Schlebusch studierte Rechtswissenschaften an den Universitäten in Rostock, Oxford und Orleans. An der Universität Basel wurde er 1631 zum Lizentiaten beider Rechte promoviert. Er vervollständigte seine Ausbildung noch an der Universität Straßburg und beim Reichskammergericht in Speyer. Nach Hamburg zurückgekehrt wurde er dort 1639 in den Rat gewählt. Als Ratsherr vertrat er Hamburg in diplomatischen Missionen in Wien beim Kaiser und in nachbarlichen Dingen gemeinsam mit dem Ratsherrn Johann Schrötteringk und weiteren in Glückstadt, dem Sitz der Dänischen Kanzlei für Holstein, sowie am Gottorfer Hof in Schleswig. 1653 wurde er im Hamburger Rat zum Bürgermeister bestimmt und übte das Amt bis zu seinem Tode aus.
Johann Schlebusch war mit einer Tochter des Hamburger Domherrn Hermann Wetken verheiratet.